# 圣彼得堡国立电信大学
邦奇-布鲁耶维奇圣彼得堡国立电信大学（英语缩写为SUT，俄语为СПбГУТ）是圣彼得堡的一所高等教育机构，培养通信和电信领域的专家。

## 历史
圣彼得堡国立电信大学成立于1930年，当时名为列宁格勒通信工程师学院。它提供各种课程的培训项目，例如：通信和电信、信息技术、计算机科学、经济学、管理、广告和公共关系。
列宁格勒通信工程师学院更名为列宁格勒通信电工学院（LEIC），并以米哈伊尔·亚历山德罗维奇·邦奇-布鲁耶维奇的名字命名。
1993年，根据俄罗斯联邦交通部的命令，SUT进行了重组，并获得了新的地位，成为邦奇-布鲁耶维奇圣彼得堡国立电信大学。

## 院系
该大学共有以下院系：
- 信息通信网络与系统学院（ICSN）
- 无线电通信技术学院（RTS）
- 信息系统与技术学院（ISiT）
- 数字经济、管理和商业信息学学院（CEUBI）
- 社会数字技术学院（SDT）
- 基础培训学院（FTP）
- 硕士研究所（IM）
- 继续教育学院（INO）
- 军事训练中心（MTC）
- 电信学院（SPbCT）

## 校长
| 姓名                                                             | 任期                           | 说明 |
| ---------------------------------------------------------------- | ------------------------------ | ---- |
| 谢苗·萨维奇·帕里热尔 Семён Савич Парижер                         | 1930年8月16日至1931年9月1日    |      |
| 尼古拉·尼古拉耶维奇·帕诺夫 Николай Николаевич Панов              | 1931年9月1日至1935年1月8日     |      |
| 康斯坦丁·叶夫斯塔菲耶维奇·伊万诺夫 Константин Евстафьевич Иванов | 1935年6月1日至1937年11月3日    |      |
| 费奥多尔·叶菲莫维奇·西多罗夫 Фёдор Ефимович Сидоров              | 1937年11月9日至1941年8月5日    |      |
| 米哈伊尔·安德烈耶维奇·卡梅涅夫 Михаил Андреевич Каменев          | 1941年8月11日至1944年7月18日   |      |
| 费奥多尔·叶菲莫维奇·西多罗夫 Фёдор Ефимович Сидоров              | 1944年7月18日至1945年9月11日   |      |
| 谢尔盖·瓦西里耶维奇·斯捷潘诺夫 Сергей Васильевич Степанов        | 1945年8月11日至1956年11月5日   |      |
| 康斯坦丁·赫里桑福维奇·穆拉维约夫 Константин Хрисанфович Муравьёв | 1956年10月29日至1971年12月22日 |      |
| 维克托·米哈伊洛维奇·米罗诺夫 Виктор Михайлович Миронов           | 1972年至1975年                 |      |
| 尤里·彼得罗维奇·库利科夫斯基 Юрий Петрович Куликовский           | 1975年至1983年                 |      |
| 瓦季姆·尼古拉耶维奇·戈姆津 Вадим Николаевич Гомзин               | 1983年至1989年                 |      |
| 姆斯季斯拉夫·阿尔卡季耶维奇·西韦尔斯 Мстислав Аркадьевич Сиверс  | 1989年至1996年                 |      |
| 谢尔盖·列昂尼多维奇·加尔金 Сергей Леонидович Галкин              | 1997年至1998年                 |      |
| 亚历山大·亚历山德罗维奇·戈戈利 Александр Александрович Гоголь    | 1999年至2011年                 |      |
| 谢尔盖·维克托罗维奇·巴切夫斯基 Сергей Викторович Бачевский       | 2012年至2022年                 |      |
| 鲁斯兰·瓦连京诺维奇·基里切克 Руслан Валентинович Киричек         | 2023年至今                     |      |

## 著名校友
- 鲍里斯·维亚切斯拉沃维奇·格雷兹洛夫，俄罗斯政治家
- 维克托·彼得罗维奇·伊万诺夫（英语：Viktor Ivanov），俄罗斯政治家
- 列昂尼德·多多焦诺维奇·雷曼（英语：Leonid Reiman），俄罗斯商人和政府官员

## 图集

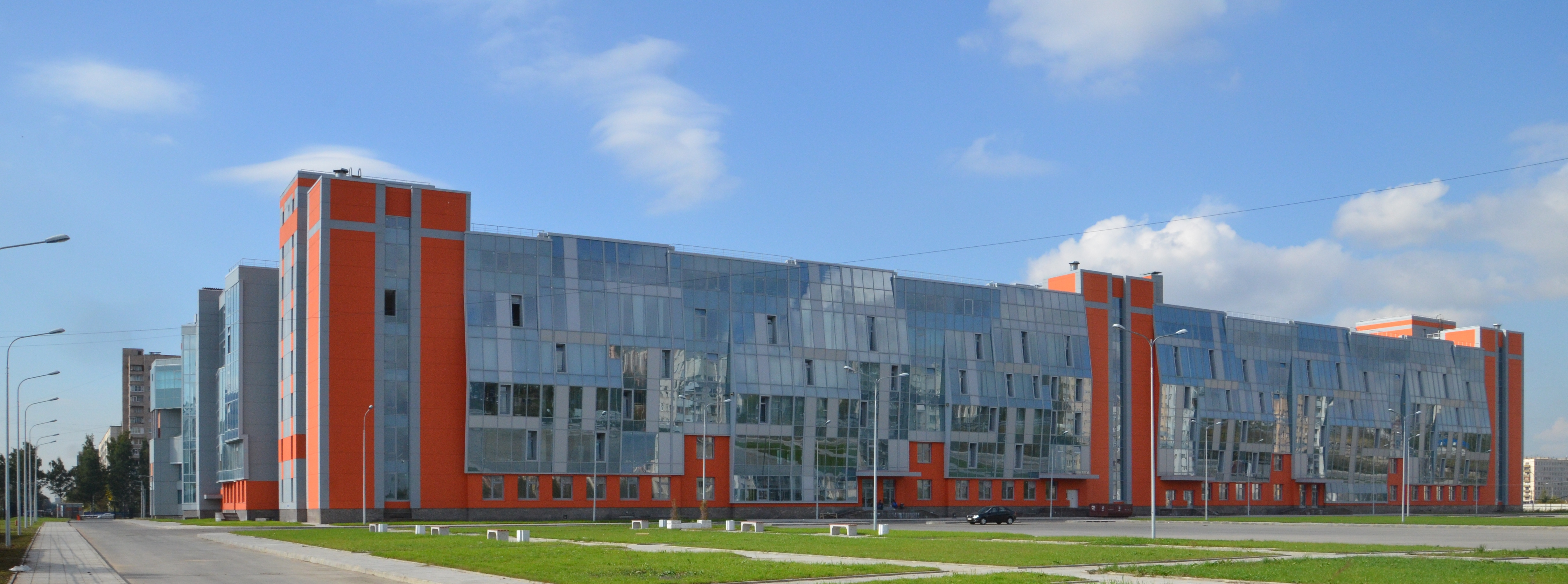
圣彼得堡国立电信大学位于布尔什维科夫大街的教育和实验室大楼
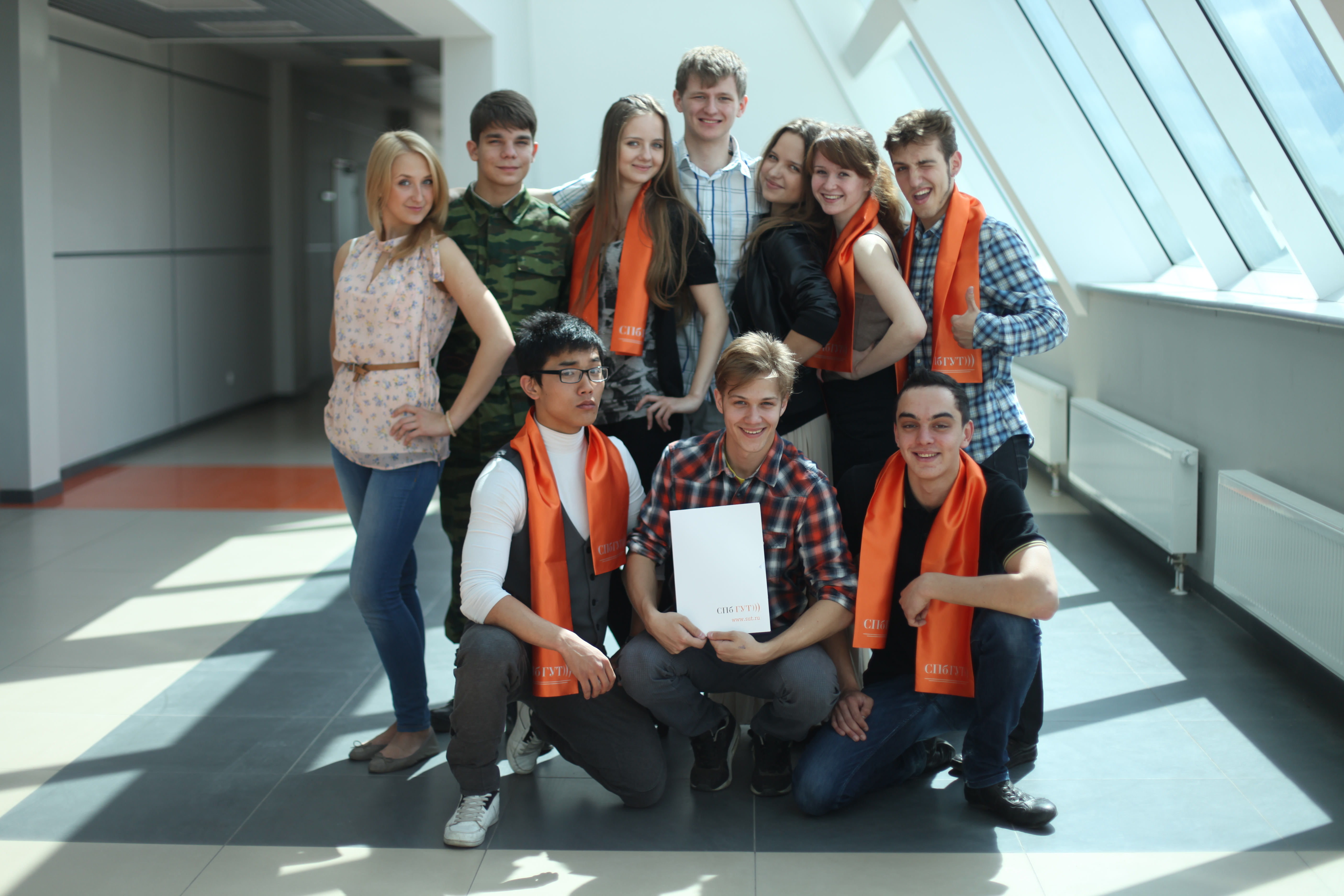
圣彼得堡电信大学学生
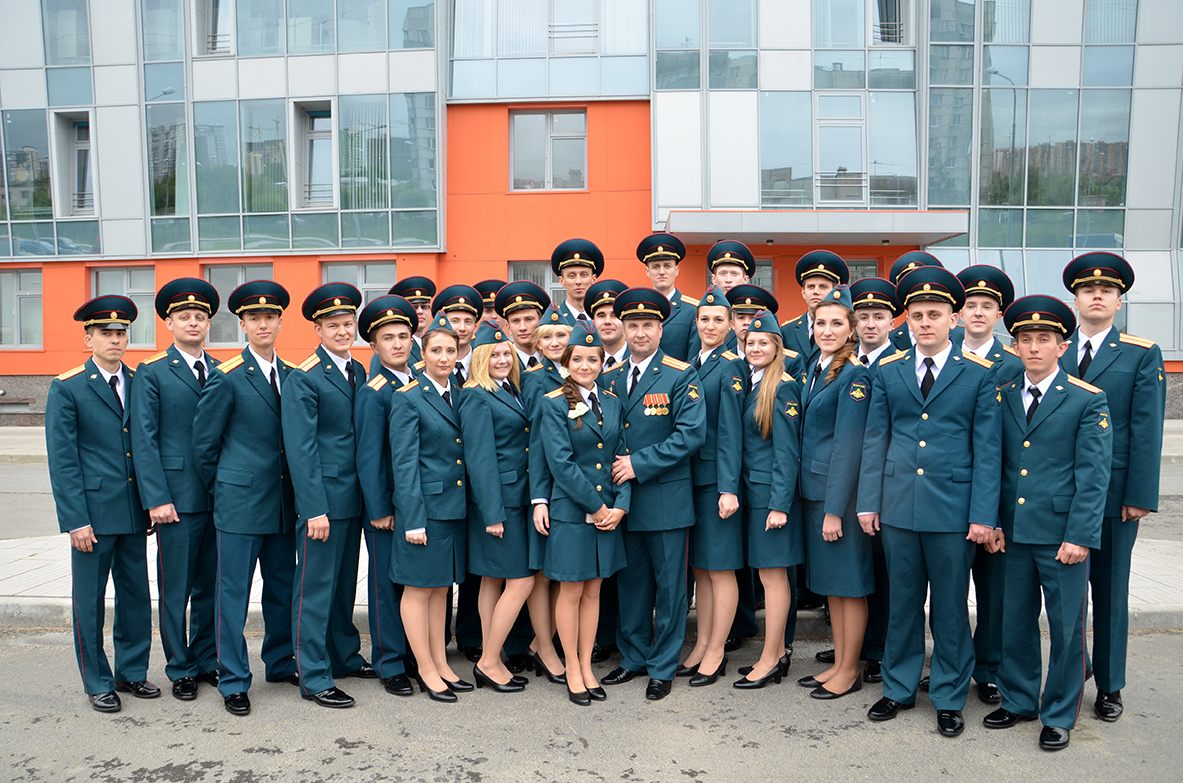
圣彼得堡国立工业大学军事教育学院刊（2014年）
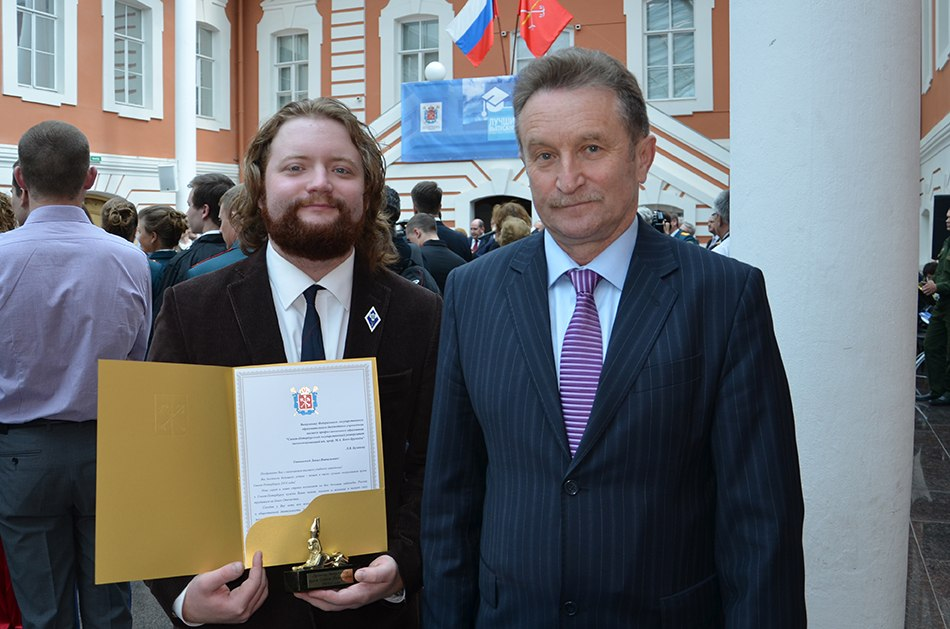
2014年圣彼得堡国立电信大学最佳毕业生
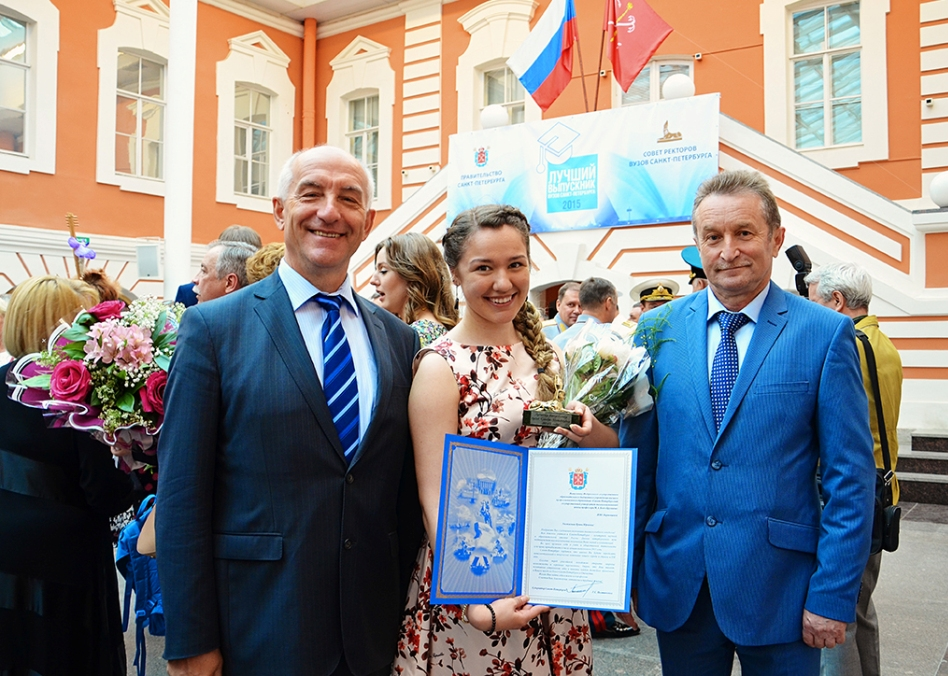
2015年圣彼得堡国立电信大学最佳毕业生
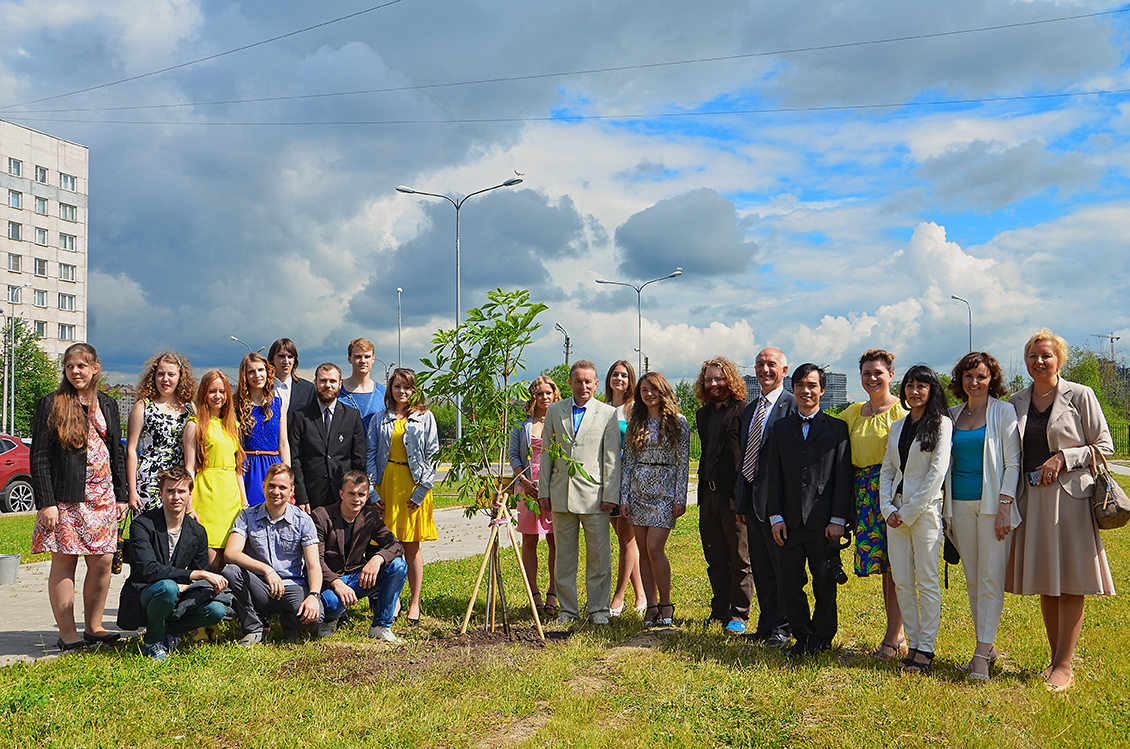
圣彼得堡国立电信大学校友巷奠基（2015年）